# Ниш на прелазу из 19. у 20. век.
Ниш на прелазу из 19. у 20. век. је перципиран као паланачка средина у којој је владао малограђански менталитет, који Бошко Новаковић дефинише
као примитивни, Љубисав Станојевић као учмали у оријенталном духу, док Радомир Константиновић Ниш описује као паланку или као „свет између села и града”, а дух паланке као затворен који не познаје, нити признаје свет изван својих граница.  Међутим, ако узмемо у обзир да се за Ниш зна од цара Константина па и пре њега, скоро 2000 година, тако исто, зна се о Нишлијама из доба свих оних епоха, кроз које је Ниш са својим Нишлијама преживљавао свако добро и свако зло. И ако је он неколико пута био до темеља и рушен и паљен, ипак се он опет подизао, оживљавао, певао, и врио, док у то време многе данашње веће вароши и градови од Ниша нису ни постојали, поставља се питање да ли су изречени ставовови о Нишу с почетка 20. века сувише престроги?

## Слика живота у Нишу на прелазу векова и цивилизација
Борбе за ослобођење Ниша од Турака, Кнежевина Србија отпочела је 29. децембра 1877. Кнез Милан Обреновић је ушао у Ниш 11. јануара 1878. Чланом 3 Санстефанског споразума Ниш је припојен Кнежевини Србији. У периоду од ослобођења до Мајског преврата Ниш је често називан Друга престоница Србије.
Ниш је постао погранични гарнизон, а након повлачења Турака и њихових лекара, остао је без ваљане здравствене заштите, у тренутку када је градом владала велика смртност њених грађана, што је захтевало хитно оснивање болнице.
Ослобађањем Ниша од Турака и уласком у град српска војска грађанима Ниша није донела само слободу већ и много тога новог и савременог. Са њом су у Ниш пристигли и први школовани људу свих профила.
Када га је заузела српска војска 30. децембра 1877. године Ниш је био „Пако у средини раја”; у средини плодне околине, варош нишка била је сметлиште османлијске нечистоће, 
куће не беху као куће нити улице као улице. Ни сто корака није могао човек корачати а да не уђе у какву улицу без излаза.
Куће сиромашних једва да су имале намештај. Седело се на поду или јастуцима. Често се и спавало на поду који је покриван тканинама (ћилимима). Јело се са синије. Посуђе је израђивано од дрвета, глине и метала. Глинено посуђе је израђивано на лончарском колу, а потом печено. Казанџије су ковале металне казане,  а ретко је било са запада увозеног керамичког посуђе производеног уз помоћ калупа. Градску одећу углавном су правиле терзије. Боља тканина, чоха, увозила се из Венеције или доносила из Истанбула. Абаџије су већином правиле одећу за сеоско становништво, а ћурчије су правили одећу од крзна.
У граду је било више основних школа уз џамије, јавних чесми и два јавна купатила (хамама).  Нишка Бања са топлом минералном водом коришћена је као традиционално лечилиште Нишлија још из периода пре Османлијског султанату. У њој су Османлије изградиле јавно мушко и женско купатило, које је задржала велику привлачност и после ослобођења Ниша од Османлија.
Здравствена култура становништва била је на ниском нивоу. Сујеверни народ користио је услуге самоуких лекара – видара и видарица — надрилекара, травара и турских хећима. Бербери су поред занатлијског посла шишања и бријања обављали и део лекарских послова. Они су вадили зубе, намештали ишчашене и поломљене кости, пуштали крв, правили мелеме, а ретко и одсецали оболеле удове. Веровало се у моћ молитви свештеника и хоџа да допринесу оздрављењу. По неким проценама више од десетине становништва у Нишу је у 18. веку умирало од великих богиња (козице, крзамак, осип). 
| „ | Почетком истог века у Османлијском султанату на Балкану је примењивано цепљење (,,урезивање”, „калемљење”). Тај поступак је вероватно донет из Кине. Малом количином гноја са особе оболеле од великих богиња заразила би се здрава особа. Тако би се појавио лакши облик болести, а после оздрављења трајно је остајала отпорност на велике богиње. У Србији је ,,калемљење” поуздано примењивано тек почетком 19. века. | ” |

Радни дан је трајао од изласка до заласка сунца и за сеоско становништво и за Нишке занатлије. Обично се око подне правила већа пауза у раду (1-2 сата). Због јако мало часовника у граду за већину становништва остала је важнија подела дана на дневни и ноћни део него на сате. Поред тога дневни део дана су јасно могли поделити на три дела, пре подне, подне и после подне.

## Уређење града након 1878.
Уређење града почело је тако што је неколико хиљада запрежних кола смећа са улица уклоњено изван вароши а на њихово место насута је земља и шодер за насипање. Како је у Нишу било безброј крив сокака са надстрешницама, од којих у дућане никада није допирала сунчева светлост све је то по Винтеровом плану (првом такве врсте за урбанистичку регулацију Ниша) порушено. Све се то поправљало зидало дозидавало а нове улице су просецале многе махале. Таква живот у Нишу није владала ни за сто година владавине Османлија.
После крчми, са Османлијама почеле су да се отварају прве кафане и хотели. Пушење дувана и пијење кафe, ракије, вина и других пића постало је пратећи део дружења и друштвеног живота Нишлија. Вино и ракија су се точили и у пивницама, а неким кафанама могле су се наћи и жене које су се бавиле продајом полних услуга. Приликом дружења у кафанама је свирала и музика коју су стварала дувачким инструменти (гајде, гусле, двојнице и фруле). Обичај излета у природу код Нишлија је био део вишвековне традиције, а са домаћинима на излет су ишле  и жене са децом.
Након само пет година Ниш је могао да се у хигијенском погледу, и донекле изгледу мери са Београдом и од других вароши у Србији од  којих је био лепши и уређенији.
У обликовању кућа у Нишу мешају се, као свуда на Балкану у ово време, Исток и Запад, односно османски и западно-европски примери архитектуре. Собе су имале смеђе таване; шарени теписи
су покривали подове. Намештај се састојао од једног ниског стола, дрвених столица и шарених сандука за одећу. Једна од специфичности кућа били су шарени зидови, при чему су преовладавале плава, светлоцрвена и златна боја. Цвеће, лик кућног светитеља, Краљевића Марка или неког другог националног јунака широко отворених очију, украшавао је зидове кућа виђенијих Нишлија.
У приземљу кућа нишких занатлија налазили су се дућани, радње и гостионице. Куће мање имућних нишлија биле су релативно мале, у већини случајева искључиво за сопствену употребу породице, односно нису биле изнајмљиване.

## Демографска историја
Српска војска, 1878/9. године затекла је у Нишу 8.500 Турака, од којих су неки били поткивачи, бербери, седлари, ножари, пушкари, бакали, трговци. Одмах после српског заузимања Ниша, Турци су почели да се селе у друге крајеве. Начелник штаба врховне команде српске војске јавио је 18. августа 1878. министру спољашњих послова да се иселило 1.075 турских породица са 4.274 душа на 1.924 кола. У Нишу је остало 79 турских породица са 316 душа, које су се настаниле у Београд-малој (махали).
Британски конзул Бејкер у Нишу забележио је да је, одмах након српског заузимња, број муслимана смањем са 8.300 на 300, а да је већина њихове имовине украдена и да је већина њихових кућа спаљено. Албанска четврт бива спаљена и Албанци из окружних села су приморани на бежање

Привременим законом о уређењу ослобођених предела прокламовано је да српски грађанин на присаједињеном подручју постаје сваки онај  који се у време ослобођења нашао настањен на њему као дотле бивши становник тог места. Прописана је слобода вероисповести са посебним освртом на заштиту грађана муслиманске вере. О том питању се каже:
Закон српски даје заштиту грађанину српском хришћанске као и грађанину српском мухамеданске или које друге законом признате вере.
Међутим и поред о вог Закона, након ослобођења Ниша од Турака 1878, долази до масовног исељавања Турака из Ниша и околине, тако да наредне године Ниш има 12.801 становника (10.270 Срба, 1.168 Турака и 906 Јевреја, укључујући и око 300 турских рањеника затечених у турским болницама у граду.), а број домова опада на око 2.719
Добитком Ниша, Србија добија и други град са преко 10.000 становника, тако да Ниш постаје други град Србије по броју становника (до балканских ратова).
Број становника у Нишу 1884. године износио је 16.178, а број домова је порастао на 4.491. Српски удео становништва порастао је на 80%.
Ниш је настањивало преко 1.000 католика., од којих су око 200 били стално насељени
Број становника 1890. године износио је 19.877, а национална структура становништва приказана је на следећој табели:
| Националност     | Број становника |
| ---------------- | --------------- |
| Срби             | 16.923          |
| Турци            | 213             |
| Јевреји          | 823             |
| Грци и Цинцари   | 141 + 21        |
| Роми и Арнаути   | 933 + 29        |
| Бугари           | 14              |
| Странци и остали | 771             |
| УКУПНО           | 19.877          |

Поново је у Нишу смањен број домова (за скоро хиљаду) и износи 3.256 (али у њима живи нешто већи број становника). Ову појаву историчари Ниша овако објашњавају;
... највероватнији разлог пада броја домаћинстава по попису из 1890. је завршетак изградње железничке пруге и краткотрајно ратно стање у Србији
Према статистичким подацима из пописа обављеног 1890, у Нишу је живело преко 2.000 становника рођених ван нишког краја, пореклом из других места Србије и преко 900 становника „странаца“ по рођењу, придошлих махом у околна нишка села. Међу овим имигрантима пописано је преко 1.700 жена, родом из других места у Србији, и 320 жена „странаца“, што говори да су миграциона кретања у породичним групама, утицала на увећање становништва у Нишу и његовој околини после ослобођења од Турака 1878. Међу српским досељеницима било је и придошлица досељених из; Турске (41), Црне Горе (20), Херцеговине (20), Старе Србије (16), Хрватске и Босне (10), Бугарске (6), Аустроугарске (24). Такође према пописима из ове године ван Ниша налазило се и 1.129 становника углавном у европским државама, што говори о изузетно развијеним економским и културним везама Ниша са другим деловима света.
Број становника у Нишу 1895. године износио је 21.524.
Пред крај 19. века у нишком срезу (граду и околини) у 4.016 домова, живело је 31.635 становника (31.207 Срба и 428 становника других националности). А у  годинама до почетка 20. века у Нишу је живео 1.001 становник мојсијеве вероисповести.
Број становника на прелазу у 20. век (1900) износио 24.573.
Број муслимана у Србији 1901. износио је око 15.000, од којих је већина живела у јужним крајевима земље, око Ниша, Лесковца и Врања, а говорили су различитим језицима (турски, албански или словенски).
Током владавине династије Обреновића број становника је порастао на неких 26.000. Но наком пада исте 1903. године број становника је опао на 21.946, највише због редуковања гаризона и повлачења једног броја официра, службеника и привредника. Изгубљени број становника надокнађен је тек кроз 18 година, 1921. године.
Број становника 1905. године износио је 21.954, а број кућа 3.681.

Према Католичкој енциклопедији, Ниш је бројао 2.000 католика (други у Србији).
Број становника 1910. износио је 24.949, по једним подацима, а по другима, у 3.069 домова у Нишу је те године живело 19.962 становника. У нишком срезу који је 1910. бројао 8.388 кућа живело је 63.904 становника.
У предратном периоду 1910/1912. број становника је износио 25.000.

## Изглед и менталитет становништва
Урбани Ниш и његове житеље, такозване мале људе и њихов менталитет, непосредно након ослобођења од Османлија и уласка ове варошиц у сасатв Кнежевине Србије, у ближем одређењу ове средине, чинили су људи, код којих су се издвојиле одлике попут неискварености, простосрдачности, осећајности, кроткости, добродушности...
С обзиром на положај самога града Ниш и Нишке котлине, био је изложен разним најездама, и предодређен да њиме газе разни освајачи. Због тога је у њему било више него ма у ком другом крају Србије струјања и мешања становништва са завојевачима, почев од римских кохорти, византијских војничких тема па до турских буљука. То мешање је оставило дубоки траг на нишко становништво и утицало на његове физичке и менталне особине.
Мушкарци
Мушкарци су претежно тамне пути, живих црних очију, високог раста, плећати, космати, густих бркова и обрва. Црте лица су им правилне, покаткад оштре и марцијалне. Углавном се може рећи да су били мужевни и лепи људи. Носили су народно одело. Богатији чохано, а сиромашни сукнено. Одело се састојало из чакшира са печалуцима и дугачким туром, антерије (горња одећа са рукавима) и, у зимским данима, џубета (сличног зимском капуту, изнутра постављеном крзном). На глави су носили фес, а на ногама кондуре.
Жене
Жене су се одликовале ретком лепотом са изразитом страственошћу која је била из њих, те су биле женственије него у ма ком другом српском крају. Светле су пути, пуначке, осредње висине, живахних црних очију, црне косе, а гдекоја и са природним младежима на лицу, што јој је нарочито подвлачило и подизало лепоту. У целој њиховој појави огледала се жена Истока. И ход, и стас, и држање одавало је жену племенитог порекла − „сојаˮ, што је, у ствари, и била. Млађе су носиле: шалваре, јелече, везоглавку, а на ногама папуче или нануле, док су старије носиле сукњу, горњи део хаљине, у неку руку, блузу. Биле су убрађена шамијом затворене боје, а
зими су носиле џупче постављено крзном.
Живот се у Нишу углавном проводили по кафанама којих је било у великом броју. У њима су се уз пиће одвијали разговори пуни несташног задиркивања и духа. У томе су се међусобно утркивали ратници, глумци, писци, занатлије, студенти, свештенство...који су и креирали суштинску историју у Нишу. Најзад, историју Ниша креирала је и животна збиља, садејство појединаца у интеракцији свеукупног живота. Негде између ових крајњости; Константиновићевог одређења, да је то „свет између села и града” и њиховог приказа у делима Стевана Сремца, једног од признатијих српских писаца и доброг познавања Ниша и других аутора, налази се уверљива слика нишке паланке и менталитета ове паланачке средине у којој су издвојени још (према Константиновићу) нека обележја попут инфантилизма, склоности рутини, страх од промена итд. У тим особинама, које Радомир Константиновић одређује као негативне, међутим многи будући прираштаји, етнолози и социолози проналазе лепоту, особену драж неисквареног, једноставног живота оличеног у старим временима.
Свакако да су инфантилност, сколоност ка рутини, те страх од промена препознатљиви у поступцима Нишлија с краја 19. века. Али, да ли је у основи њиховог опирања новом начину живота једино страх, или и жеља да се сачува особени идентитет, те менталитет људи овог простора, „који нису против новог, али ни против онога што се може назвати њиховим аутентичним обележјем” — језик и обичаји?
Доласком слободе и живот у новој српској Кнежевини (увећаној новослобођеним крајевима и у новом времену), пред очима Нишлија почео је да се „урушава” поредак који им је од предака био дат. А тај њима познат патријархални, оријентални, спокојни облик живота у којем је одрастало много генерација, сада је устукнуо под налетом новог, модерног.
А у том начега новог нашло се одређење националног идентитета везано за очување језика, писма, историје, вере, културе...што је приморало Нишлије да се издвоје као чувари сопственог идентитета и њиховог менталитета, који у себи уједињује и источњачку тежњу ка причи, севдаху, готово безбрижном животу, али и српски идентитет. А тај идентитет Нишлије су одржавале и кроз славе, па су тако Државне реалне гимназије у Нишу славиле Светог Саву, нишка Саборна црква: Духове, Нишка певачка дружина „Бранко“: Ђурђевдан, удружење трговаца у Нишу: Три јерарха, Удружење занатлија за град Ниш и срез Нишки: Св. Цара  Констатина и Царицу Јелену, Друштво милосрђа и заштите деце и младежи: Свету Царицу Јелену, Моравски артиљеријски пук: Благовести, Нишка трговачка омладина: Преображење...
Припадност српском националном бићу Нишлије не доводе у питање. Они су храбри родољуби — Срби који су се борили за ослобођење ових крајева од отоманске доминације. Зар његови кардаши, најбољи пријатељи, нису из Србије дошли у Ниш и ту се скућили? Па зар умереност и склоност крајностима код Нишлија, нису ништа друго до карактеристична црта српског менталитета. Па зар је отпор који Нишлије пружају новом, непознатом, битно другачијем, није искључиво особина јужносрбијанских људи, већ Срба уопште, ма где живели.

### Да ли је, оно што је дошло као ново у Нишки крај, било боље?
О томе су свој став (уместо Нишлија) својевремено изнели добри познавоци Ниша и Нишлија Михаило Голубовић и Стевана Сремца, кроз Калчине приче, у којима можемо сагледати Ниш с краја 19. века, као уточиште и сигурно место на коме се чувају; дух оријента, топлина, људскост, те безбрижност и наивност старих дана.
Потреба ка причању прича је у њиховој природи, као и данас у менталитету свих старих Нишлија, која је у неумерености и претеривању тражила излаз за све несавршености живота и разбијене илузије - рекли бисмо да су тиме Нишлије као и Сремчев Калча у приповеци Ивкова слава браниле, а и данас бране право на своју аутентичност, и свој идентитет.
Сремац и Голубовић су у својим књижевним остварењима представили Нишлије, с краја 19. века, као старовременске људе и типове, њихове одлике, страсти, навике, врлине, недостатке, мане и њихов језик... Калча који се међу њима издвојио својом аутентичним, особеним одликама, је у свести људи сачуван као типичан представник људи овога краја, и као такав постао је симбол, оличење темперамента и препознатљив лик Ниша, до данашњих дана.
Нова држава донела је Нишлијама законе, који су ступили на снагу одмах по ослобођењу града, што је на одређен начин нарушило филозофију и начин живота, те природно право које су Нишлије наследиле од својих предака. Али и новонастало социјално раслојавање које је у новом времену изнедрило господу за коју су важила друга правила. А она су жалили за природним правима чије су главне карактеристике биле да са до њих брзо и без устручавања долазило одмах.
А то ново што је дошло у Ниш било је:
- Здравствена заштита — организована кроз две болнице (Војну и Градску болницу), апотеке, приватне ординацији и школоване лекаре, зубаре, апотекаре, бабице...
- Оснивање Пастеровог завода — који је био први Завода за справљање анималне лимфе и прва превентивномедицинска установа у Нишу,  само 15 година после Париза, 14 година после Москве, Петрограда и Одесе и 10 година после Њујорка, Чикага и Будимпеште. Тај храбар и ентузијастички корак сврстао је тадашњу Србију, на прагу 20. века, са 80% неписменог становништва и нестабилном политичком сценом, у ред модерних држава. То је био велики корак ка правом развоју здравствене заштите и подизању здравствене културе народа Краљевине Србије.[35]
- Устројство новог државног - чиновничког апарата, судства, полиције...
- Железничка пруга — Београд — Ниш — Софија, Ниш — Скопље
- Школство и образовање — организовано кроз већи број основних школа прву мушку и женску гимназију, учитељску школу, Народну библиотеку, Народно позориште, културно уметничка друштва...Изражен развој образовног система наметнуло је сазнање да је од 12.870 Нишија, у 1878. години, само њих 1.915 знало да чита и пише, што је било нешто више од процента писмености за целу Србију који је износио 14,7%. И десет година касније ситуација није била много боља, јер док је проценат писмености за Србију био 21,03% у Нишу је он био 19%. На ово је делимично утицао и све масовнији прилив, претежно неписменог становништва из неразвијених крајева Србије.
- Први филм приказан је у Нишу још 1897, а варошки биоскоп почео је да ради 1906. године.
- Сићевачка ликовна колонија, коју је основала Надежда Петровић, започела је рад 1905. године.
- Индустријализација, трговина и развој занатства и пољопривредне производње
- Летњи дворац Кнеза Милана
- Унапређење поштанског и телеграфског саобраћаја
- Развој бањског туризма (Нишка Бања)
- Електрификација Ниша — изградњом мале хидроелектране у Островици, као светлим делом техничког развоја Србије,[36] која је радила по принципима Теслиних полифазних струја, само неколико године након хидроелектране на Нијагари у којој је Тесла први пут применио тај принцип).[37]

Значај Летњег двора кнеза Милана за Ниш
Летњи двор кнеза Милана у Нишу није служио искључиво као летњиковац за провођење угодних тренутака доколице, одмора и пуке разоноде чланова владарске породице, већ је у потпуности функционисао као државни, политички и друштвени просценијум и активни простор режираних представа у служби пропагандног програма владара и стимулисања лојалности поданика на ослобођеним територијама.
Поред резиденцијалне, двор је имао и важну управно-службену функцију, посебно као простор званичних аудијенција искључиво најпривилегованијих чланова друштва.
Владарско присуство, наглашено у виду дугачких боравака у двору у Нишу и мимо летњих дана, осетно је утицало на гравитациону моћ Ниша као политичког центра и реалне друге престонице, па су представници и конзули Француске, Немачке, Аустрије, Италије и Турске били пресељени на стални боравак у овом граду.

## Оријентална филозофија која је устукнула пред налетом новог
Ослобођење од Османлија је Нишком крају донело велике промене; модерно доба које је ступило и на нишку сцену. Као што се Ниш морао убрзаним корацима да се трансформише, тако је и један начин живота почео да се урушава, а други изграђује.
Образовани али неприпремљени за живот у културолошки и етнички потпуно различитим поднебљима, по доласку у паланачки амбијент (који и иначе није трпио било какве посебности и најчешће их је сурово изопштавао), странци су убрзо били потпуно поражавани. Били су принуђени да оду или су се готово несвесно утапали у нови стил живота, губећи своје некадашње способности и тако постајали предмет трагичног подсмеха или сажаљења ћифтинског света.  То се најбоље видело кроз језик придошлица који је све више попримао дијалекатске и локалне особине језика, са специфичним урбаним сленгом, као и билингвистичким карактеристикама које красе говор странаца када дођу у нову средину и започну да уче њен језик.
Оријентална филозофија Нишлија је устукнула пред налетом новог, западноевропског поимања света. A na  На првом удару биле исламске богомоље. Ослобођење Ниша од османске власти дочекало је између тринаест и петнаест исламских богомоља, али је прву годину српске власти преживело три, од којих је за вернике била отворена само једна. У немачким водичима за путнике кроз Краљевину Србију с краја 19. века број џамија који је у функцији и у којима се обављала молитва био је променљив и мењао се од једне 1892, до две џамије 1902. године. Међутим, у наредним деценијама само једна џамија остаће отворена за вернике. Вишевековна доминација и нарочита репресија у последњем веку османске власти, оставила је снажан траг у свести становништва долине Нишаве, за које је свака грађевина из тог периода била страшни подсетник на прошлост.
Менталитет и карактер људи почели су да се мењају, а Нишлија у том прелазном времену - ни тамо ни овамо, израстао је у нови симбол и постао ванвремени представник југа Србије. При томе поступке Нишлија на прелазу из 19. у 20. век нее треба посматрати без узимања у обзир духа времена у коме су се поменути процеси одвијали. Османски Ниш, а са њим и исламски Ниш, нестајао је убрзано, не због зле намере или верске нетолеранције, већ у општем заносу и жељи за модернизацијом и сустизањем раније ослобођених делова Кнежевине Србије. Вероватно и због те вечите неодређености између Истока и Запада, у којој је Ниш, иако осликан у многим књижевним и историјским делима са много љубави и искрене наклоности, перципиран у појединим деловима Србије као малограђански обојена средина.
А тај Ниш с краја 19. века, је стваран, реалан, „сиров” али и аутентичан, на моменте опор, пун анегдота и духовитости (које не замагљују слику о њему већ служе да омекшају оштрицу, и присутну критичку ноту о Нишлијама на неки начин ублажи).
Временом, у деценијам које су уследиле после ослобођења од Османлија Ниш се променио. Тежња за друштвеним и економским престижом учинила је да дух оријента усахне и спокој лагодног „живувања” уступи место убрзаном току промена и модернизације.
Међутим многима се чини да се ова средина и данас доживљава као заостала, паланачка, у коме се говори ружним и неисправним језиком, у коме је дух као инфантилан, детињаст, анегдотски и скроман. На то утичу и данашњи трендови савремених медија који често посежу за језиком старог Ниша и јужносрбијанских говора при стварању комичних ситуација у ТВ серијама, филмовима, комедијама и драмама. Углавном олако. Често неодговорно. Некад до поспрдности, и увредљивости.
На то вероватно утиче и чињеница да, попут својих прадедова с краја 19. века, Нишлије и данас бране право на свој језик, своју особеност, свој идентитет. Па зар то не чине и стари Земунци (некада звани „пречани”) „супротстављајући” се Београду од кога га дели не само Сава и Дунав, већ и Нови Београд, који им намеће неки свој новокомпановани менталитет и језик сакупљен на једном месту из различитих крајева Србије и бивше Југославије.